# جورج فان هيلين
جورج فان هيلين (مواليد 9 نوفمبر 1899) هو ملاكم بلجيكي، مثّل بلاده في الألعاب الأولمبية الصيفية 1924.

## روابط خارجية
جورج فان هيلين على موقع أوليمبيديا (الإنجليزية)